# Banzai (grupo musical)
Banzai es una banda de heavy metal española, cuyo periodo principal de actividad se desarrolló entre los años 1982 y 1985.

## Historia

### Orígenes
Banzai fue fundada en 1982 en Madrid por el guitarrista Salvador Domínguez.
Tras su paso por grupos como Los Canarios y Los Pekenikes, editar un par de álbumes en solitario a finales de los 70, y colaborar con Miguel Ríos, a principios de los 80, Salvador se decide a crear su propia banda, y la bautiza con el nombre de uno de los temas que compuso con el propio Miguel Ríos en 1982, Banzai.
La primera formación estuvo compuesta por Jimmy Reitz a las voces, Juan Carlos Redondo Snoopy a los teclados, José al bajo, Enrique Ballesteros a la batería y, como no podía ser de otra forma, Salvador a la guitarra solista.
Estuvieron a punto de ser contratados por la compañía CBS, pero finalmente el contrato no se realizó.

### Banzai
En 1983 se produjeron los primeros cambios en la banda, saliendo Jimmy, Enrique y José y entrando a sustituirles Valentín del Moral Chino, Larry Martín (ex-Miguel Ríos) y Carlos Vazquez «Tibu» respectivamente.
Esta nueva formación consiguió ser contratada por Hispavox, cuyo fruto fue el LP Banzai. La composición de las letras fue llevada a cabo por Salva y el poeta contracultural Jaime Noguerol. Como sencillo se publicó la canción "Voy a tu ciudad". 
El disco contó con un éxito notable, llevando a la banda a dar conciertos por toda la Península.
De nuevo se producen salidas y entradas en el grupo, marchándose Chino y Larry. Tras muchas conversaciones telefónicas Salvador logra reclutar a José Antonio Manzano y David Biosca, músicos experimentados que desarrollaban su carrera por el noreste del país.
La nueva formación se presentó oficialmente en el festival "Mazarock" de 1983.

### Duro y potente
Tras una nueva serie de conciertos Snoopy abandona el grupo, no teniendo un reemplazo inmediato puesto que se encontraban enfrascados en la grabación de la maqueta de su próximo LP. Entretanto reciben una oferta de la multinacional WEA, siendo aceptada y conllevando la rescisión del contrato con Hispavox.
Para la grabación del disco se les unió el experimentado teclista argentino Danny Peyronel (ex UFO), lo que conllevó un considerable salto de calidad.
Finalmente el álbum Duro y potente fue editado en 1984, poniendo de nuevo al grupo en el escaparate del rock español y consiguiendo otro puñado de conciertos a lo largo y ancho de la geografía española, repitiendo en el festival Mazarock de aquel año entre otros.

### Separación
Después de esto el grupo sufrió la crisis del rock español, que provocó un bajón de contrataciones, lo cual unido al hecho de que la mitad de los miembros residían en Madrid y la otra mitad en Barcelona, desembocó en la decisión de disolver la banda. Los residentes en Madrid, Salvador y Peyronel, formaron el grupo Tarzen, que fue contratado por Atlantic Records. 
Por el otro lado Manzano pasó por los grupos Zero y Niágara, hasta que fundó su propia banda Manzano.
Su despedida oficial fue en un concierto en 1985 en el Pabellón del Real Madrid.

### Primera reunión y Alive N' Screaming
En 1987 se realizó la primera reunión, en la que sólo dieron un concierto en la "Sala Canciller" de Madrid.
En 1988, ya con la banda disuelta, el sello discográfico Claxon editó el disco Alive N' Screaming, el cual se nutría básicamente de temas del Duro y potente con la salvedad de la inclusión de cuatro temas en inglés (Red Light, Vengeance, A Time of Darkness y Don't Want to Wait), para los cuales Manzano tomó unas clases intensivas del idioma de Shakespeare.

### Segunda reunión
Durante años se ha rumoreado una y otra vez acerca de la reunión de Banzai, pero no se formalizó hasta el año 2011. En un principio el primer concierto, tras 24 años sin tocar juntos, iba a tener lugar durante el festival "Tiburock", organizado por el bajista Tibu. La formación iba a estar compuesta por Manzano a las voces, Salva a la guitarra solista, Tibu al bajo, Biosca a la batería y un nuevo integrante recomendado por Manzano y Biosca, Fredy Fresquet, a la guitarra rítmica y los teclados. Finalmente el festival fue cancelado sin más explicaciones. El resto de miembros de la banda se mostró indignado al enterarse por la prensa y no volver a tener noticias de su bajista. Tras tres meses de espera Nico Martínez, se unió a la banda y regresan a los escenarios el 4 de junio de 2011, durante un concierto en el Nuevo Auditorio del Parque Aluche , en Madrid, cuyas imágenes y sonidos quedaron grabadas para su futura publicación. En el año 2012 es editado un disco en directo, que testimoniaba el regreso de Banzai a los escenarios: En vivo y potente, lanzado por el sello Leyenda Records, y compuesto de 16 canciones, el cual fue acompañado de un DVD. Posteriormente sus miembros volverían a separarse y rehacer sus carreras musicales personales, con algunos discos en solitario tanto de Manzano como de Salvador Domínguez.

### Muerte de José Antonio Manzano
El día 1 de abril de 2019 se hace publica por prensa y redes sociales la noticia del fallecimiento de José Antonio Manzano tras una larga lucha contra un cáncer de colon.

## Discografía
- Banzai (1983)
- Duro y potente (1984)
- Alive N' Screaming (1988)
- En vivo y potente (2012)

## Miembros actuales
- Salvador Domínguez (guitarra solista)
- David Biosca (batería)
- Nico Martínez (bajo)
- Fredy Fresquet (guitarra rítmica y teclados)

## Miembros anteriores
- José Antonio Manzano (voces) Fallecido
- Carlos Vázquez Tibu (bajo)
- Danny Peyronel (teclados)
- Valentín del Moral Chino (voces)
- Larry Martín (batería)
- Juan Carlos Redondo Snoopy (teclados)
- Jimmy Reitz (voces)
- Enrique Ballesteros (batería)
- José (bajo)